# Ironi Naharija
Ironi Naharija ist eine professionelle israelische Basketballmannschaft aus Naharija. Nachdem man bereits Anfang der 1990er Jahre zwei Spielzeiten erstklassig als Hapoel Ironi gespielt hatte, hatte die Mannschaft ihre erfolgreichste Dekade nach dem Wiederaufstieg 2000 in die zweite Liga bis man 2010 wieder aus der ersten in die zweite Liga abstieg. Als israelischer Vizemeister 2003 erreichte man 2004 das Viertelfinale in der FIBA Europe League und konnte diesen Erfolg im Jahr darauf wiederholen, als man erneut die Runde der besten acht Mannschaften in diesem europäischen Vereinswettbewerb erreichte. Nach finanziellen Schwierigkeiten zum Ende des Jahrzehnts trat zuletzt die Stadt Naharija selbst als Sponsor und Finanzier der Mannschaft auf.

## Geschichte
Nach der Gründung 1970 erreichte man in der Saison 1991/92 erstmals die höchste israelische Spielklasse Ligat ha’Al, die man nach zwei Spielzeiten wieder verlassen musste und nach weiteren zwei Spielzeiten bis in die dritte Spielklasse durchgereicht wurde. Im Jahr 2000 gelang der Wiederaufstieg in die zweithöchste Spielklasse Liga Leumit und nach weiteren zwei Jahren erreichte man den erneuten Aufstieg in die Ligat ha’Al, in der man auf Anhieb als Strauss Iscar die Play-off-Finalserie um die Meisterschaft erreichte. Hier war man chancenlos gegen Serienmeister Maccabi Tel Aviv. Hinter der europäischen Spitzenmannschaft Maccabi Tel Aviv war man zu diesem Zeitpunkt die zweitbeste israelische Basketballmannschaft und nahm in der folgenden Spielzeit auch erstmals an einem europäischen Vereinswettbewerb teil. In dem dritten europäischen Vereinswettbewerb FIBA Europe League 2003/04 erreichte man das Viertelfinale, in dem man gegen Ural Great Perm ausschied. Der nationale Konkurrent Hapoel Tel Aviv erreichte nach einer Halbfinalniederlage den dritten Platz in diesem Wettbewerb. Dadurch wurde der totale israelische Triumph in europäischen Wettbewerben verhindert, da in den ULEB-Wettbewerben EuroLeague Maccabi Tel Aviv und ULEB Cup Hapoel Jerusalem siegten. Während man in der nationalen Meisterschaft den Coup von 2003 mit dem Finaleinzug nicht wiederholen konnte und diesmal Dritter wurde, erreichte man in der folgenden FIBA Europe League 2004/05 erneut die Runde der besten acht Mannschaften, in der man trotz Heimvorteils das dritte und entscheidende Play-off-Spiel gegen den späteren Finalisten BK Kiew verlor. In den folgenden beiden Ausgaben dieses Wettbewerbs, die als FIBA EuroCup firmierten und später dann EuroChallenge genannt wurden, schied man jeweils in der ersten Gruppenphase aus. In der nationalen Meisterschaft erreichte man 2006 und 2008 jeweils einen vierten Platz. In der Saison 2009/10 verlor man die Relegationsrunde um den Klassenerhalt gegen Hapoel Holon und stieg aus der höchsten Spielklasse wieder ab. Dies führte zu ernsthaften Liquiditätsproblemen der Mannschaft und dem Einstieg der Stadt Naharija als Finanzier. Bei erheblich gekürztem Etat konnte in den folgenden beiden Spielzeiten mit vielen jungen einheimischen Spielern nur knapp der Klassenerhalt in der Liga Leumit erreicht werden. In der Saison 2012/13 gehörte man wieder zu den Spitzenmannschaften der zweiten Liga.

## Bekannte Spieler
| - / David Blatt 1991/92 - Sabahudin Bilalović 1992/93 - Luka Pavićević 1992–1994 - Velibor Radović 1993/94 - Arthur Lee 2002/03, 2004 - Sharon Shason 2002–2004 - Eric Campbell 2002–2005 - Erez Markovich 2002–2005 - Stevin Smith 2003/04 - Uri Kokia 2003/04, 2005–2008 - Barak Peleg 2003–2008 | - Branko Milisavljević 2005/06 - / Jeff Greer 2006/07 - Ido Kozikaro 2006–2008 - Ryan Bowen 2007 - Matan Naor 2007–2009 - Yogev Ohayon 2008/09 - LaMarr Greer 2009/10 - / Jeron Roberts 2010–2012 |